# 池津祥子
池津 祥子（いけづ しょうこ、1969年11月4日 - ）は、日本の女優。福島県郡山市出身。大人計画所属。

## 出演

### テレビドラマ

#### NHK
- ドリーム〜90日で1億円〜（2004年）
- 笑う三人姉妹（2005年） - 依頼人
- わたしが子どもだったころ（2008年） - 近藤等則の母 役
- 乙女のパンチ（2008年） - キャバクラのママ
- 八日目の蝉（2010年） - 小村文代 役
- ハードナッツ!（2013年） - 三沢佳苗 役
- お母さん、娘をやめていいですか?（2017年） - 後藤佳代子 役
- 我が家の問題（2018年） - 阿藤雅美 役
- フェイクニュース あるいはどこか遠くの戦争の話（2018年） - 猿滑睦子 役
- エール（2020年） - 女中・幸代 役
- エンディングカット（2022年）- 山本喜美子 役
- 17才の帝国（2022年）- 笹野ひよ子 役
- 風よあらしよ（2022年） - 立花秀子 役
- やさしい猫（2023年） - 大家・水上さん 役[3]
- 作りたい女と食べたい女 Season2（2024年） - 田中優子 役
- しあわせは食べて寝て待て（2025年） - 児玉透子 役
- あんぱん (2025年のテレビドラマ)（2025年） - 餅田民江 役

#### 日本テレビ
- ぼくの魔法使い（2003年） - 黒木良枝 役
- おじいさん先生（2007年） - 山之内みどり 役
- おせん（2008年） - 百瀬ハル 役
- 夢をかなえるゾウ(男の成功篇)（2008年） - 野々村理恵 役
- 左目探偵EYE（2010年） - 谷田部祥子 役
- 明日、ママがいない（2014年） - 加藤久子 役
- あなたの番です（2019年） - 榎本サンダーソン・正子 役
- だが、情熱はある（2023年） - 若林知枝 役[4]

#### TBS
- 悪いオンナ（1999年） - 芹沢麻耶 役
- 池袋ウエストゲートパーク（2000年） - ジェシー 役
- 温泉へ行こう（2000 - 2003年） - 浦山桐子 役
- 天国に一番近い男（2001年）
- マンハッタンラブストーリー（2003年） - 赤いトレーナーの女・池津 役
- ケータイ刑事 銭形泪（2004年） - 牛沢雅代 役
- オレンジデイズ（2004年）
- 四谷くんと大塚くん/天才少年探偵登場の巻（2004年） - 三沢玲子 役
- すずがくれた音（2004年） - 栗城亜弓 役
- 吾輩は主婦である（2006年） - やすこ 役
- 3年B組金八先生（2007年） - 茅ヶ崎佐和子 役
- 流星の絆（2008年） - 桂木美和 役
- ホテルコンシェルジュ（2015年） - 沢渡美咲 役
- 監獄のお姫さま（2017年） - 高見沢 役
- MIU404（2020年） - 田辺早苗 役
- 俺の家の話（2021年） - 豆千代 役/康子ママ 役

#### フジテレビ
- ハートにS（1995年）
- ギフト（1997年）
- きらきらひかる（1998年）
- タブロイド 第5話（1998年）
- 恋愛結婚の法則（1999年）
- はるちゃん（2002年）
- ウエディングプランナー SWEETデリバリー（2002年） - 野俣玲子 役
- 演技者。（2003年） - 山田幹子 役
- ディビジョン1（2004年） - 大隈重美 役
- 離婚弁護士（2005年）
- 危険な関係（2005年） - 佐倉早苗 役
- 小早川伸木の恋（2006年）
- 拝啓、父上様（2007年） - 芸者・ことえ 役
- ママが料理をつくる理由（2007年）
- dinner（2013年） - 大塚弥生 役
- 水球ヤンキース（2014年） - 岩崎静香 役
- 心がポキッとね（2015年） - 庄司加代子 役
- グッド・ドクター（2018年） - 中谷裕子 役
- パパがも一度恋をした（2020年） - 小石沢光代 役
- 監察医 朝顔 第二シーズン（2020年） - 甲田奈々子 役[5]
- イチケイのカラス（2021年） - 落合清美 役
- ほんとにあった怖い話
  - 「邪悪な影の正体は」（2004年） - 菅原美穂 役
  - 「呪われた病室」（2012年） - 小山田文代 役
- 親愛なる僕へ殺意をこめて（2022年）
- エルピス-希望、あるいは災い-（2022年） - 笹岡真由美 役[6]
- おっさんのパンツがなんだっていいじゃないか!（2024年） - 前田さん 役
- Re:リベンジ-欲望の果てに- 第2話（2024年4月18日、フジテレビ） - 施設長 役[7]
- マウンテンドクター（2024年7月8日 - 9月16日、関テレ） - 村松聖子 役
- 世にも奇妙な物語’24 冬の特別編「第1回田中家父親オーディション」（2024年） - 田中あず沙 役[8]

#### テレビ朝日
- プリズンホテル（1999年）
- 恋愛詐欺師（1999年）
- 相棒
  - season4 第12話「緑の殺意」（2006年1月11日） - 伊東麻美 役
  - season15 第15話「パスワード」（2017年2月15日） - 松本貴子 役
- 富豪刑事（2005年） - 吉村志穂 役
- モップガール（2007年） - 片岡未樹 役
- パズル（2008年） - 天野星子 役
- 就活のムスメ（2009年） - 宮城すみれ 役
- 臨場 続章（2010年） - 前川富江 役
- 秘密（2010年） - 吉本和子 役
- バーテンダー（2011年） - 五木瑤子 役
- みをつくし料理帖（2012年）- はる（長屋の住人） 役
- 警部補 矢部謙三2（2013年） - 田丸未紀 役
- 科捜研の女 season13（2014年） - 篠原睦美 役
- 越路吹雪物語（2018年） ‐ 雨宮すず子 役
- 刑事ゼロ（2019年） ‐ 国村結子 役
- 刑事7人（2019年） ‐ 中原由莉 役
- 警視庁・捜査一課長 2020（2020年） ‐ 池井恵子 役
- NICE FLIGHT!（2022年）
- いつか、ヒーロー 第4話（2025年5月4日、朝日放送テレビ） - 田島早苗 役[9]
- 土曜ワイド劇場
  - 「犯罪心理学教授・兼坂守の捜査ファイル」（2014年） - 佐伯敬子 役
  - 「終着駅シリーズ」（2014年） - 初見芳子 役

#### テレビ東京
- 湯けむりスナイパー（2009年） - 仲居・鈴世 役
- リバースエッジ 大川端探偵社（2014年） - 川島麗子 役
- 孤独のグルメ 2020 大晦日スペシャル～俺の食事に密はない、孤独の花火大作戦!～（2020年）- 秩父の中華料理店・おかみ 役

#### WOWOW
- 蒼井優×4つの嘘 カムフラージュ（2008年） - アカバネ松子 役

### 映画
- 殴者 NAGURIMONO（2005年）
- フラガール（2006年） - 佐々木初子 役[10][11]
- 魍魎の匣（2007年） - 二階堂寿美 役
- 伝染歌（2007年） - 長瀬りき（エンマ） 役
- 少年メリケンサック（2009年）- 巌の介護士
- 音量を上げろタコ!なに歌ってんのか全然わかんねぇんだよ!!（2018年） - シンの母　役
- 朝が来る（2020年）
- さよならモノトーン（2023年） - 瀬野麻由美 役
- 風よ あらしよ 劇場版（2024年） - 立花秀子 役[12]
- 愛されなくても別に（2025年） - 木村美佐子 役[13]
- ストロベリームーン 余命半年の恋（2025年公開予定） - 高遠晴美 役[14][15]

### 舞台
- 劇団大人計画の公演
  - 『絶妙な関係2』
  - 『ゲームの達人』
  - 『猿ヲ放ツ』
  - 『ふくすけ』（悪人会議）
  - 『サエキナイト』
  - 『冬の皮』
  - 『インスタント・ジャパニーズ』
  - 『SEX KINGDOM』
  - 『鼻と小箱』
  - 『愛の罰』
  - 『嘘は罪』
  - 『COUNT DOWN』
  - 『ちょん切りたい』
  - 『ドライブインカリフォルニア』（日本総合悲劇協会）
  - 『ファンキー！宇宙は見える所までしかない』
  - 『ナオミの夢』（ウーマンリブvol.1）
  - 『ずぶぬれの女』（ウーマンリブVOL.2）
  - 『ニッキー･イズ･セックスハンター』（ウーマンリブvol.3）
  - 『Heaven's Sign』
  - 『母を逃がす』
  - 『ウーマンリブ発射！』（ウーマンリブvol.4）
  - 『グレープフルーツちょうだい』（ウーマンリブvol.5）
  - 『キレイ -神様と待ち合わせした女-』（シアターコクーンプロデュース）
  - 『エロスの果て』
  - 『悪霊 -下女の恋』
  - 『マシーン日記』
  - 『キラークイーン666』（ウーマンリブvol.6）
  - 『春子ブックセンター』
  - 『轟天VS港カヲル』（ウーマンリブvol.8）
  - 『イケニエの人』
  - 『キレイ -神様と待ち合わせした女-』（再演）
  - 『七人の恋人』（ウーマンリブVol.9）
  - 『まとまったお金の唄』
  - 『ウーマンリブ先生』（ウーマンリブVol.10）
  - 『ドブの輝き』
  - 『母を逃がす』（再演）
  - 『七年ぶりの恋人』（ウーマンリブvol.13）
  - 『ゴーゴーボーイズ ゴーゴーヘブン』
  - 『3年B組皆川先生〜2.5時幻目〜』
- 劇団大人計画以外の公演
  - 月刊「根本宗子」第17号『今、出来る、精一杯。』
  - COCOON PRODUCTION 2022「広島ジャンゴ 2022」（2022年4月5日 - 30日、東京・Bunkamura シアターコクーン/5月6日 - 16日、大阪・森ノ宮ピロティホール）[16]
  - 『宝飾時計』（2023年1月9日 - 29日、東京：東京芸術劇場プレイハウス / 2月2日 - 6日、大阪：森ノ宮ピロティホール / 2月10日 - 12日、佐賀：鳥栖市民文化会館大ホール / 2月17日 - 19日、愛知：東海市芸術劇場 大ホール / 2月25日 - 26日、長野：サントミューゼ大ホール）杏香ママ 役[17]　
  - M＆O playsプロデュース『峠の我が家』（2024年10月25日 - 11月17日、本多劇場）[18]
  - MMJプロデュース公演『しばしとてこそ』（2025年2月21日 - 3月2日、新国立劇場 小劇場）[19]
  - 平凡パンチライン vol.1『Wife is miracle〜世界で一番アツい嫁』（2025年6月19日 - 29日、本多劇場）[20]
  - COCOON PRODUCTION 2026『クワイエットルームにようこそ The Musical』（2026年1月12日 - 2月1日〈予定〉、東京：THEATER MILANO-Za / 2月7日 - 11日〈予定〉、京都：ロームシアター京都 メインホール / 2月22日・23日〈予定〉、岡山：岡山芸術創造劇場 ハレノワ 大劇場）[21][22]

### CM
- エバラ食品工業（柳葉敏郎と共演）